# Damar
Ne doit pas être confondu avec Damer.
Damar est une île indonésienne de l'archipel des îles Anambas. C'est une des îles frontalières d'Indonésie.